# Dionysosklematis
Dionysosklematis (Clematis cirrhosa) är en art i familjen ranunkelväxter från Medelhavsområdet och Portugal. 
Blomman är grönaktigt gul, ibland med en dragning åt rött.

## Synonymer
- Clematis balearica Rich.
- Clematis barnadesii Pau
- Clematis cirrhosa subsp. balearica (Rich.) Ball
- Clematis cirrhosa var. balearica (Rich.) Willk.
- Clematis cirrhosa var. dautezii Debeaux
- Clematis cirrhosa var. multifida Amo
- Clematis cirrhosa var. purpurascens Willk.
- Clematis cirrhosa var. semitriloba (Lag.) Rouy & Foucaud
- Clematis cirrhosa var. triloba Amo
- Clematis cirrhosa var. vulgaris Amo
- Clematis semitriloba Lag.